# Proklos Konstantinopolský
Proklos Konstantinopolský (řecky Πρόκλος, latinsky Proclus; před rokem 395 - 446 nebo 447 Konstantinopol), byl arcibiskupem konstantinopolským v letech 434 až 446. V pravoslavné a římskokatolické církvi je uctíván jako svatý. Jeho pamětní den v pravoslaví je 20. listopadu a v katolictví 24. října.

## Život
Hlavním pramenem pro biografii Prokla jsou Církevní dějiny Sókrata Scholastika († kolem roku 440). Podle toho Proklos už jako velmi mladý byl lektorem v Konstantinopoli, studoval rétoriku u významných učitelů a stal se sekretářem arcibiskupa Attika, který ho vysvětil na jáhna a kněze.
Když Atticus zemřel v roce 425, mnozí by rádi viděli jako jeho nástupce Prokla, ale volba padla na Sisinnia. Ten Prokla jmenoval arcibiskupem Kyzika v Mýsii. Tam však chtěli biskupa z vlastních řad, a Proklos se tak úřadu neujal.
Po Sisinniově smrti v roce 427 a po sesazení jeho nástupce Nestoria koncilem v Efesu roku 431 byl Proklos znovu považován za vhodného kandidáta, ale byl znovu vynechán. Během Nestoriova episkopátu měl Proklos kázání, ve kterém obhajoval mariánský titul Theotokos, Bohorodička, za což byl Nestoriusem pokárán.
Teprve když Nestoriův nástupce Maximianus zemřel v roce 434 po pouhých třech letech v úřadu, byl Proklos okamžitě jmenován jeho nástupcem, ještě před Maximianovým pohřbem.
V tehdejších christologických sporech se Proklos podle Sókrata Scholastika vyznačoval svým dogmaticky nekompromisním, ale lidsky smířlivým přístupem. Když se arménští biskupové dotazovali na některé doktríny připisované Theodorovi z Mopsuestie, odsoudil je, ale nezmínil autorství Theodora, kterého si Arméni velmi cenili.
V roce 438 nechal Proklos slavnostně přenést do Konstantinopole ostatky Jana Zlatoústého, který zemřel ve vyhnanství roku 407, a pohřbít je v Chrámu sv. apoštolů.

## Legenda
Proklos posmrtně rehabilitoval svatého Jana Zlatoústého a s Proklovým jménem je spojeno i zavedení Trisagionu do byzantské liturgie. Obě skutečnosti se staly součástí legend. Ty tvrdí, že Proklos byl jako chlapec žákem Jana Zlatoústého a byl svědkem zjevení apoštola Pavla; sv. Jan mu prý také udělil svěcení. Trisagion byl prý zjeven během řady silných zemětřesení. Během prosebného průvodu vedeného arcibiskupem prý byl jakýsi chlapec neviditelnou rukou vyzdvižen k nebi a po návratu oznámil, jak andělé zpívají Trisagion. Lidé se tohoto chvalozpěvu chopili a rozšířili ho o zvolání „Smiluj se nad námi!“ Otřesy poté ustaly.